# Concepción (Antioquia)

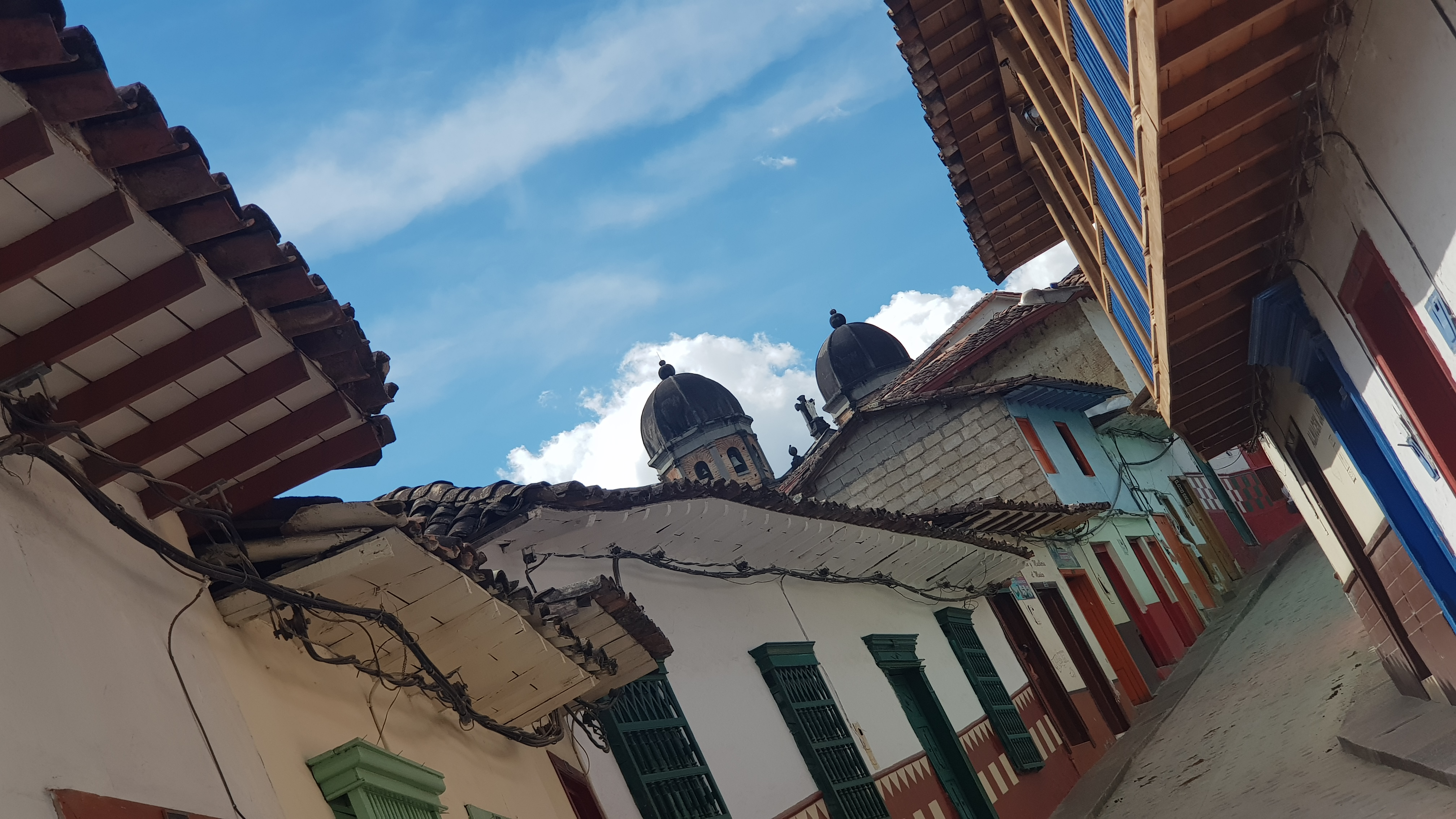
Strade di Concepción

Concepción è un piccolo comune della Colombia, con poco più di 1 900 abitanti nel nucleo storico, facente parte della regione di Antioquia e situato a soli 75 km dal capoluogo Medellin.

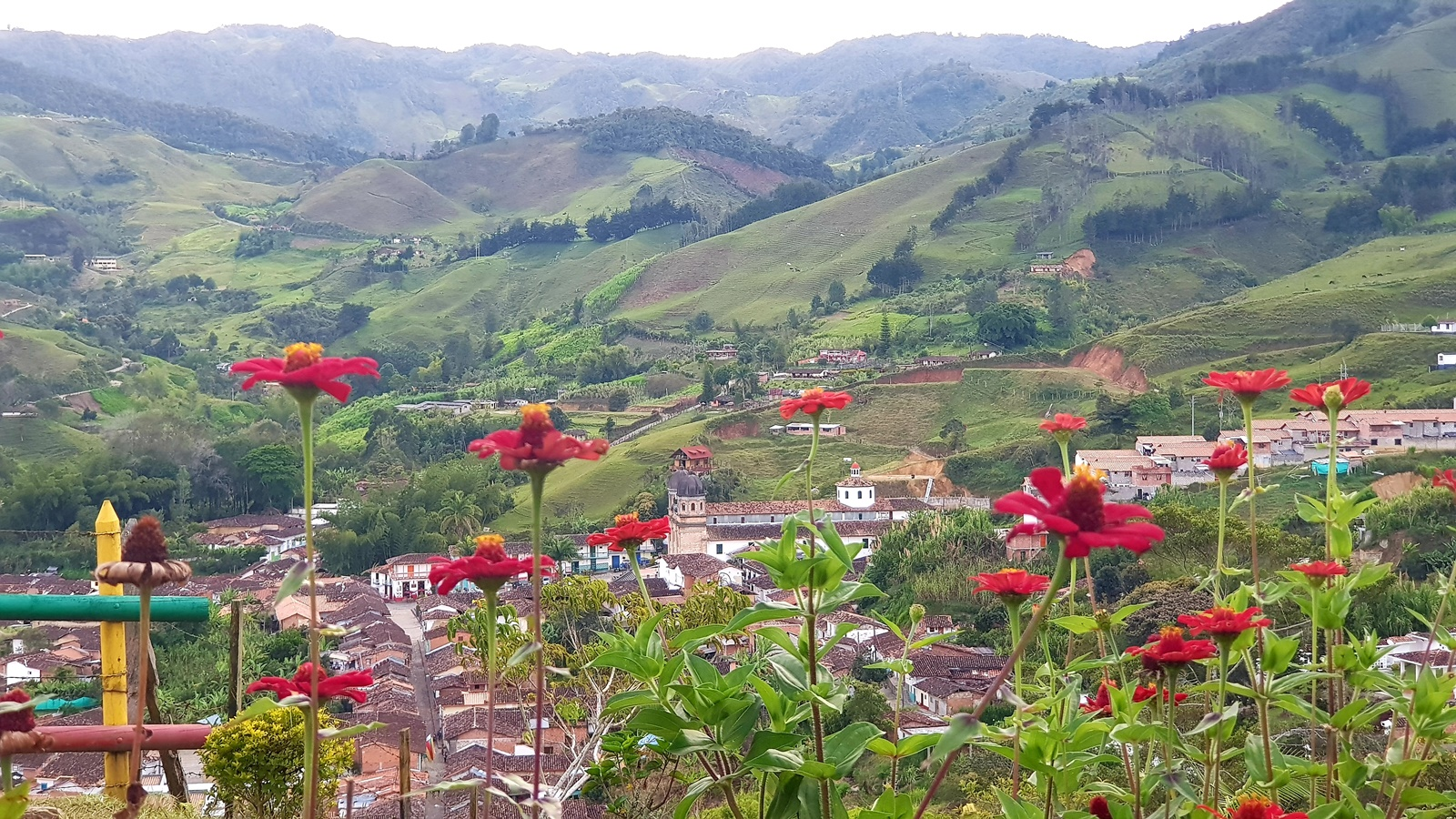
Vista di Concepción dall'Alto della Vergine

Anticamente il territorio era occupato da indigeni precolombiani anche se i primi coloni stabili sono stati minatori provenienti dalla città di Santa Fe de Antioquia. Tra di loro molti erano devoti alla Vergine dell'Immacolata Concezione, in onore della quale hanno poi dato il nome ad alcune miniere della zona e posteriormente anche alla chiesa principale. La parrocchia fu creata alla fine del 1770 su volontà del Dr Juan Salvador de Villa y Castañeda, Vicario di Antioquia, su incarico del vescovo di Popayán. I suoi personaggi più illustri sono: il generale che ha partecipato all'indipendenza latinoamericana José María Córdova (nato il 8 settembre del 1799, ed ucciso per insubordinazione a Simón Bolivar nel 1829) ed il beato Rubén López Aguilar (nato il 12 aprile del 1908, morto assassinato in Spagna il 5 agosto del 1936) beatificato dal Papa Giovanni Paolo II a Roma nel 1992.
Il villaggio è stato dichiarato "Sito di Interesse Culturale Nazionale" nel 1999, per le sue strade in pietra ed il suo eccezionale stato di conservazione.

## Siti di Interesse

### Patrimonio Architettonico
El paesino conserva ancora la struttura coloniale del secolo XVIII e XIX, essendo le stradine più famose la Eloy Alfaro, la Tulio Ospina, la Santander e la Cordova. La famosa Casa della Cultura, dove nacque José María Córdova presenta un bellissimo affresco della battaglia di Ayacucho.

### Patrimonio Naturale
Intorno a Concepción ci sono molti luoghi naturalistici come il gorgo "el Brujo" verso Alejandria, le cascatelle della "Planta", del "Aguacate", il gorgo dei Pagliacci a pochi metri del centro storico e il bellissimo molo dell'ecoturismo Athakai con la collezione fotografica della fauna locale.
Le cascate più famose sono Matasano mentre in direzione nord si trovano le caverne del "Ermitaño".